# Longwé
Longwé ist eine französische Gemeinde mit 66 Einwohnern (Stand: 1. Januar 2022) im Département Ardennes in der Region Grand Est (bis 2015 Champagne-Ardenne). Sie gehört zum Arrondissement Vouziers, zum Kanton Attigny (bis 2015: Kanton Vouziers) sowie zum Gemeindeverband Argonne Ardennaise.

## Geographie
Umgeben wird Longwé von den Nachbargemeinden Grandpré im Südosten, Olizy-Primat im Süden und Südwesten, Falaise im Westen sowie von den im Kanton Vouziers gelegenen Gemeinden La Croix-aux-Bois im Norden, Boult-aux-Bois im Nordosten und Briquenay im Osten.

## Bevölkerungsentwicklung
| Jahr                      | 1962 | 1968 | 1975 | 1982 | 1990 | 1999 | 2006 | 2012 | 2016 |
| Einwohner                 | 139  | 153  | 129  | 101  | 97   | 82   | 88   | 89   | 79   |
| Quelle: Cassini und INSEE |      |      |      |      |      |      |      |      |      |

## Sehenswürdigkeiten

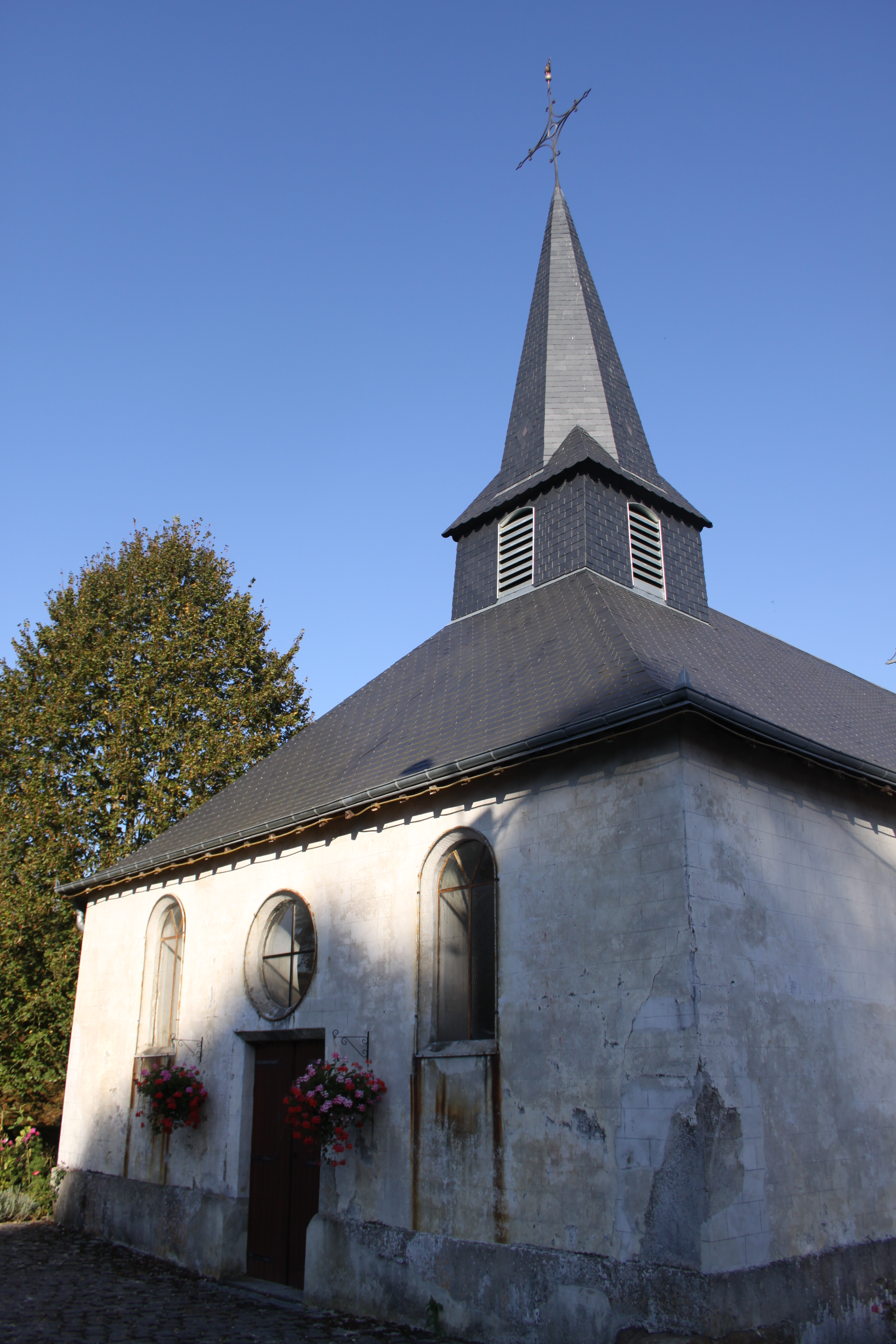
Kirche Sainte-Marie-Madeleine

- Kirche Sainte-Marie-Madeleine